# Тиченор, Бриджет
Бри́джет (Бри́джит) Ти́ченор (англ. Bridget Bate Tichenor, урождённая Bridget Pamela Arkwright Bate, известна как B.B.T.; 1917 — 1990) — мексиканская художница-сюрреалист магического реализма, а также редактор журнала мод.

## Биография
Родилась 22 ноября 1917 года в Париже в семье Frederick Blantford Bate (1886—1970) и его жены Vera Nina Arkwright (1883—1948), которая также была известна как Вера Ломбарди. Мать принадлежала к аристократическому роду, бабушка по материнской линии — Rosa Frederica Baring FitzGeorge, происходила из известной банковской семьи Бэринг.
Свои молодые годы провела в Англии, училась в школах Англии, Франции и Италии. В возрасте 16 лет вернулась в Париж к матери, где работала моделью для Коко Шанель. C 1930 по 1938 год жила между Римом и Парижем. Отец способствовал художественному образованию дочери, рекомендовав ей посещать художественную школу Slade School of Fine Art в Лондоне, а позже побывать на ранчо Contembo в Мексике. Близкий друг отца сюрреалист Ман Рэй, фотографировал Бриджет на разных этапах её модельной карьеры в Париже и Нью-Йорке.
14 октября 1939 года в Порт-Честере, штат Нью-Йорк, она вышла замуж за Hugh Joseph Chisholm (1913—1972), представителя известного дома Чисхольм. Родители Бриджет настояли на этом браке, чтобы она уехала из Европы в связи с надвигающиеся угрозой Второй мировой войны. 21 декабря 1940 года в Беверли-Хиллз, штат Калифорния, в семье родился сын  Jeremy Chisholm, ставший впоследствии известным бизнесменом.
В 1943 году Бриджет Тиченор стала студенткой Лиги студентов-художников Нью-Йорка, училась у Реджинальда Марша вместе со своими друзьями — художниками Полом Кадмусом и Джорджем Тукером. В это время Бриджет была очень красивой женщиной, жила в апартаментах отеля «Плаза», носила  одежду от манхэттенского кутюрье Хэтти Карнеги.
В этом же году Бриджет познакомилась с американским фотографом Джорджем Лайнсом, который создал ряд её фотографий, а также его помощником — Джонатаном Тиченором. В 1944 году, когда муж Бриджет был направлен правительством США на работу за границу, у неё начался с Тиченором роман. 11 декабря 1944 года развелась с Чисхольмом и переехала в Верхний Ист-Сайд на Манхэттен, занявшись живописью вместе с Пегги Гуггенхайм. В 1945 году Бриджет вышла замуж за Джонатана Тиченора, взяла его фамилию и они перебрались в мастерскую фотографа на манхэттенской улице 105 MacDougal Street.
Затем она в числе группы женщин-художников сюрреализма и магического реализма работала в Мексике, куда попала через своего двоюродного брата Эдварда Джеймса. Она и посоветовала ему выбрать Мексике место для его сада-парка со сюрреалистическими скульптурами и природными водопадами — Лас Посас. В Мексике Бриджет работала, часто посещая дом Джеймса в городке Хилитла. В 1953 году она развелась во второй раз и в этом же году переехала в Мексику, где построила собственный дом, прожив в нём всю оставшуюся жизнь. Она разорвала свой брак и оставила работу в качестве профессионального редактора моды и аксессуаров журнала Vogue, чтобы заниматься творчеством в Мексике наряду с другими художницами-экспатриантами — Леонорой Каррингтон, Ремедиос Варо, Элис Рахон и фотографом Кэти Хорна.
В 1958 году она участвовала в первом салоне-выставке женского искусства в Galerías Excelsior of Mexico вместе с Каррингтон, Рахон, Варо и другими современными женщинами-художницами. В том же году она купила ранчо Contembo недалеко от деревни  ээArio de Rosalesээ, штат Мичоакан, где работала до 1978 года. В числе её друзей в Мексике были Alan Glass, Zachary Selig и Pedro Friedeberg. Между 1982 и 1984 годами Тиченор жила в Риме, где создала серию произведений, в числе которых Masks, Spiritual Guides и Dual Deities. Последние годы жизни провела в городе Сан-Мигель-де-Альенде, штат Гуанахуато.
Умерла 20 октября 1990 года в Мехико, где она находилась в доме своих близких друзей — Daniel de Laborde-Noguez и Marie Aimée de Montalembert, семья которых была дружна с матерью Бриджет.

## Память
- В 1985 году был создан документальный фильм под названием Rara Avis, снятый в доме барона Александра фон Вутенау (Alexander von Wuthenau) в Мехико. Название Rara Avis является латинской фразой, происходящей от римского поэта Ювенала, означающего редкую и уникальную птицу — чёрного лебедя. Фильм был показан в 2008 году на международном кинофестивале FICM в городе Морелия[5].
- Художник Pedro Friedeberg в 2011 году написал в своей книге De Vacaciones Por La Vida (Holiday For Life) о жизни Бриджет Тиченор и её отношениях с видными друзьями и современниками.